# Captura do regulador
Captura do regulador ou captura regulatória, é uma forma de  corrupção  de autoridade que ocorre quando uma entidade política,  legislador  ou  regulador  é cooptado para servir aos interesses comerciais, ideológicos ou políticos de um eleitorado menor, como uma determinada área geográfica, uma indústria, profissão ou grupo ideológico.
Quando ocorre a captura  do regulador, é dada prioridade a um interesse especial em detrimento dos interesses gerais do público, o que conduz a uma perda líquida para a sociedade. A teoria da captura regulatória está relacionada com a teoria da rent-seeking (ou busca de renda ) e da falha do Estado; a captura do regulador "ocorre quando a maioria ou todos os benefícios de um programa vão para um interesse único e razoavelmente pequeno (por exemplo, indústria, profissão ou localidade), mas a maioria ou todos os custos serão suportados por um grande número de pessoas (por exemplo, todos os contribuintes)".

## Teoria
Para teóricos da escolha pública, a captura do regulador ocorre pois espera-se que grupos ou indivíduos com grande interesse no resultado de uma decisão reguladora foquem seus recursos e energias na tentativa de influenciar a decisão a seu favor, enquanto membros do público, cada um com sua pequena parcela de participação no processo decisório, irão ignorar o processo. A captura do regulador se refere a ações de grupos de interesse quando este desequilíbrio de recursos alocados a um determinado resultado de política regulatória obtém êxito ao "capturar" a influência junto à equipe ou membros da comissão do órgão regulador, para que assim sejam implementados as políticas desejadas pelos grupos de interesse.
A teoria da captura do regulador é um ponto fundamental do ramo da teoria da escolha pública conhecido como regulação econômica; economistas desta área são críticos de conceitualizações da intervenção reguladora do Estado como sendo motivada pela proteção ao bem público. Artigos frequentemente citados incluem Bernstein (1955), Huntington (1952), Laffont & Tirole (1991), e Levine & Forrence (1990). A teoria da captura do regulador tem no economista George Stigler, ganhador do Nobel de Economia 1982, um de seus maiores expoentes.
A probabilidade de captura do regulador é um risco ao qual a agência está exposta por sua própria natureza. Isto sugere que uma agência reguladora deve ser protegida de influências externas o máximo possível. Por outro lado, pode ser melhor não criar a agência reguladora para evitar que ela seja vítima, pois neste caso ela serviria aos interesses de seus regulados em vez de servir aos que foi criada para proteger. Um órgão regulador capturado é frequentemente pior que regulação nenhuma, porque ele detém autoridade governamental. Entretanto, maior transparência da agência pode mitigar os efeitos da captura. Evidências recentes do Banco Mundial sugerem que, mesmo em democracias maduras com altos níveis de transparência e liberdade midiática, ambientes regulatórios mais extensos e complexos estão associados a mais altos níveis de corrupção, incluindo a captura do regulador.

### Relacionamento com o federalismo
Há extensa literatura acadêmica sugerindo que órgãos governamentais menores são mais fáceis de serem capturados do que órgãos maiores. Por exemplo, um grupo de estados ou províncias com uma grande indústria madeireira podem ter sua legislatura nacional capturada por empresas madeireiras. Estes estados ou províncias então se tornam porta-vozes da indústria, chegando ao ponto de bloquear políticas nacionais que seriam preferidas pela maioria na federação. Moore e Giovinazzo (2012) chamam este fenômeno de "lacuna de distorção" (distortion gap).
Entretanto, o cenário oposto é possível com indústrias muito grandes. Indústrias grandes e poderosas como o setor bancário ou energético podem capturar governos nacionais, e então usar este poder para bloquear políticas de nível estadual ou provincial que eleitores queiram.

### Motivos econômicos
A ideia da captura do regulator tem uma base econômica clara, que é que uma indústria com muito a perder na atividade reguladora é mais suscetível a tentar influenciar o órgão regulador em vez de fazê-lo em relação a seus consumidores individuais e dispersos, cada um com pouco incentivo individual de tentar influenciar reguladores. Quando reguladores formam comissões com especialistas para examinar certas políticas, frequentemente vê-se a presença de membros ou ex-membros da indústria, ou no mínimo, indivíduos com laços ou contatos com a indústria.
Alguns economistas, como Jon Hanson e seus co-autores, argumentam que o fenômeno se estende para além de apenas agências e órgãos políticos. Empresas têm um incentivo de controlar tudo que tem poder sobre elas, inclusive instituições midiáticas, acadêmicas e a cultura popular, levando-as a tentar capturá-las também. Este fenômeno é chamado de "captura profunda" (deep capture).

## Tipos de captura do regulador
Há dois tipos básicos de captura do regulador:
- Captura materialista, também chamada de captura financeira, na qual o motivo do regulador ser capturado é baseado em seu próprio benefício material. Isto pode advir de suborno ou doações políticas, por exemplo.
- Captura não materialista, também chamada de captura cognitiva ou captura cultural, na qual o regulador é inconscientemente convencido a pensar como a indústria regulada. Isto pode advir de lobby de grupos de pressão da indústria.
- Outrossim, ainda sobre os problemas enfrentados pela teoria da captura, a doutrina identifica quatro graves riscos de captura, são eles: o risco de concussão, o risco captura por contaminação do interesse, o risco de captura por insuficiência de meios e o risco de captura pelo poder político.  No risco da concussão os agentes das agências reguladoras devem ser selecionados de forma criteriosa para evitar a corrupção. Da mesma maneira, deve existir mecanismos eficientes e permanentes de controle dos atos regulatórios, inclusive por parte da sociedade. Já o risco da captura por contaminação de interesse consiste na assunção pelo órgão regulador dos valores e interesses do regulado, como se fossem interesses gerais da coletividade. É o fenômeno mais comum, dentre os riscos envolvendo a teoria da captura. O risco da captura por insuficiência de meios é caracterizado quando o desempenho do agente regulador é inviabilizado pela carência ou má qualidade de seus recursos materiais, logísticos, financeiros e humanos. Ainda nessa linha de raciocínio, é possível haver a configuração do risco da captura pelo poder político, que conforme já referido anteriormente, é aquele que se caracteriza quando a agência reguladora perde sua independência e passa a ser um mero agente dos interesses político- partidários dos governantes (captura governamental). (THIM HEEMANN).